# فندق بنتابوليس البيضاء
بنتابوليس يقع في مدينة البيضاء، يتميز الفندق بإطلالة جميلة على شارع العروبة، بخلاف ديكوراته الراقية.
هو فندق أنشئ في منطقة هامة بالمدينة حيث يجاور مبني الإدارة للمصرف التجاري الليبي وشركة ليبيانا وجميع شركات الاتصالات العامة بالمدينة بالإضافة بالقرب من المحكمة وغيرها من دوائر حكومية .
الفندق مملوك لصندوق الضمان الاجتماعي الليبي وتعتبر الشركة الليبية التونسية المشتركة للمقاولات هي من قامت بتنفيذ المشروع.

## تسهيلات الترفيه
بهو كبير به حديقة ونافورة ومركز للعلاج الطبيعي ومسبح وحمام بخاري وقاعة رياضة .

## معلومات للسفر
يقع فندق بنتابوليس على بعد 23 كيلومتر من مطار الابرق الدولي.

## وصلات خارجية
مشروع إنشاء فندق بنتابوليس السياحي